# 国务院参事室
国务院参事室，是中华人民共和国国务院主管政府参事工作的副部级直属机构。
国务院参事室于1954年9月设立，为具统战性及咨询性，是政府决策的智力支持机构。前身为1949年11月成立的中央人民政府政务院参事室。

## 沿革
1949年4月7日，上海解放前夕，中國共產黨中央委員會主席毛澤東電示中共中央华东局領導人，提出上海解放後應設參事室，為建設新上海出謀劃策。1949年11月11日國務院參事室成立，各省區市政府參事室也於1950年左右相繼成立，政務院制定了《政務院參事室暫行工作簡則》。
1951年7月，经毛泽东倡议，设立了中央文史研究馆。目前两者合署办公，在中共国务院参事室党组领导下开展工作。
2008年11月起，经国务院领导批准，国务院参事室设立了特约研究员制度。

## 职责
根据《国务院参事室职能配置、内设机构和人员编制规定》，国务院参事室（中央文史研究馆）承担下列职能：
1. 组织参事对政府工作的某些方针、政策的实施情况进行调查研究，了解和反映社情民意，参政咨询。
2. 组织参事对有关法律和行政法规草案进行研究评议。
3. 贯彻执行党的统一战线政策，支持、组织参事和馆员参加爱国统一战线工作。
4. 对各地参事室的业务工作进行指导。
5. 组织参事及时了解和掌握党中央、国务院的方针、政策。
6. 承办国务院参事、中央文史研究馆馆员的选聘工作。
7. 为参事、馆员提供必要的工作和生活条件，做好服务工作。
8. 承办国务院交办的其他事项。

## 机构设置
根据《国务院参事室职能配置、内设机构和人员编制规定》，国务院参事室（中央文史研究馆）内设机构为副司局级。国务院参事室（中央文史研究馆）设置下列机构：

### 内设机构
- 办公室
- 参事业务一司
- 参事业务二司（合作交流司）
- 文史业务司
- 机关党委

### 直属事业单位
- 机关服务中心
- 中央文史研究馆书画院
- 中华诗词研究院
- 中华书画家杂志社
- 当代绿色经济研究中心
- 华鼎国学基金会

## 业务
2010年1月，《政府参事工作条例》正式实施，促进参事工作进一步规范化。根据《条例》，参事室的主要职责是参政议政、建言献策、咨询国是、民主监督、统战联谊。
政府參事是直接為政府領導同志服務的，由行政首長直接聘任，不代表任何黨派、部門的利益。與各種智囊機構不同，參事室作為國務院直屬機構，擁有建言獻策的「綠色通道」，即參事建議直達直批、無障礙呈送。参事和馆员由国务院总理聘任。参事、馆员、特约研究员多数是民主党派成员和无党派人士，也有中共专家、学者和富有经验的领导干部。
除国务院设立参事室外，省级人民政府和许多省辖市人民政府也都设有政府参事室。凡设立参事室的地方人民政府，大都设有文史研究馆。地方文史研究馆的馆长和馆员亦由地方政府首长聘任。
近年来，国务院参事室积极开展同世界一些国家智库的业务交流与合作。截至目前，已同22个国家和地区的33家智库建立了不同形式的合作关系。  

## 人事

### 历任领导
| 政务院参事室主任 1. 郭春涛（1949年12月16日－1950年6月30日逝世） 2. 廖鲁言（1950年9月－1952年12月） 3. 孙志远（1952年12月－1954年11月） 国务院参事室主任 1. 陶希晋（1954年11月－1959年8月） 2. 曾一凡（1959年8月－1967年5月） 3. 刘毅（1977年7月－1982年7月） 4. 郑思远（1983年2月－1985年11月） 5. 吴庆彤（1985年11月－1990年9月） 6. 常捷（1990年9月－1996年12月） 7. 徐志坚（1996年12月－2003年1月） 8. 崔占福（2003年1月－2008年3月） 9. 陈进玉（2008年3月－2015年6月） 10. 王仲伟（2015年6月－2021年5月） 11. 高雨（2021年5月－2025年5月） 12. 邹晓东（2025年5月－） | 国务院参事室副主任 - 廖鲁言 - 屈武 - 朱毅 - 白光涛 - 黄仁 - 高富有 - 王立明（？－1985年11月21日） - 张国良（？－1985年11月21日） - 王海容（1984年4月－？） - 吴空（1985年11月21日－？） - 吕德润 - 王楚光 - 蒋明麟（2001年1月－2009年10月） - 张占弄（2004年10月－2009年10月） - 陈鹤良（1995年6月7日－？） - 方宁（2009年10月－2016年5月） - 王明明（2010年1月1日－2015年4月） - 王卫民（2011年9月－） - 王 红（2016年4月－2018年3月） - 赵 冰（2016年4月－2024年4月） - 张彦通（2018年3月－2023年11月） - 郑宏英（2023年11月—） - 徐畅（2024年3月－） |

### 现任参事
本資料更新於2017年7月28日:
| 姓 名  | 職稱及專長 | 黨 籍        |
| ------ | --- | ------------ |
| 刘志仁 | 农业部农村经济研究中心研究员。享受政府特殊津贴。长期从事国际农业经济和“三农”问题研究工作。                                                                                           | 九三学社社员 |
| 黄当时 | 北京市工商联副巡视员。知名爱国民主人士黄炎培先生之女。 | 无党派人士   |
| 徐嵩龄 | 中国社科院数量经济与技术经济研究所研究员。长期从事环境与可持续发展经济学、文化和自然遗产经济学研究工作。                                                                             | 无党派人士   |
| 刘秀晨 | 曾任北京市园林局副局长。教授级高级工程师。第九至十一届全国政协委员。享受政府特殊津贴。长期从事风景园林规划设计工作。                                                                 | 九三学社社员 |
| 朱维究 | 曾任中国政法大学政治与公共管理学院院长。享受政府特殊津贴。长期从事行政法与比较公法教学以及行政管理学研究工作。                                                                       | 民革党员     |
| 张元方 | 交通部公路科学研究所学术委员会副主任。教授级高级工程师。第八至十届全国政协委员。享受政府特殊津贴。长期从事道路交通科研工作。                                                         | 无党派人士   |
| 张洪涛 | 曾任国土资源部总工程师。长期从事地质矿产及能源资源研究与管理工作。 | 中共党员     |
| 陈全生 | 曾任国务院研究室工业交通贸易研究司司长。长期从事经济分析、政策研究等工作。 | 中共党员     |
| 王国华 | 曾任香港《大公报》董事长、社长。第八至十一届全国政协委员。 |              |
| 蔡克勤 | 曾任中国地质大学副校长。第九至十一届全国政协委员。享受政府特殊津贴。长期从事矿床学、非金属矿床地质学研究。                                                                           | 九三学社社员 |
| 李庆云 | 北京大学经济学院教授、博士生导师。第九、十届全国人大代表，第十一届全国政协常委。享受政府特殊津贴。长期从事国际金融研究工作。                                                         | 无党派人士   |
| 刘燕华 | 曾任科技部副部长、党组成员，中国科学院地理研究所所长。研究员。享受政府特殊津贴。长期从事资源环境方面的科研、管理以及国际科技合作。                                                   | 中共党员     |
| 张抗抗 | 中国作家协会副主席。国家一级作家。第十至十二届全国政协委员。享受政府特殊津贴。长期从事文学创作。                                                                                     | 无党派人士   |
| 夏斌   | 曾任国务院发展研究中心金融研究所所长、中国人民银行货币政策委员会委员。享受政府特殊津贴。长期从事国际收支、外汇储备等金融战略问题研究及金融市场监管研究工作。                         | 中共党员     |
| 许琳   | 国家汉办（孔子学院总部）主任（总干事）（副部长级）。曾任驻加拿大温哥华总领馆教育参赞。第十二届全国政协委员。长期从事教育国际合作与交流、汉语国际推广工作。                           | 中共党员     |
| 马力   | 国家人口计生委流动人口服务管理司巡视员。曾任中国人口与发展研究中心主任。第十一届全国人大代表。长期从事社会人口领域的战略研究和政策咨询等工作。                                       | 民建会员     |
| 汤敏   | 曾任亚洲开发银行驻中国代表处首席经济学家、副代表，国务院发展研究中心中国发展研究基金会副秘书长。长期从事宏观经济研究。                                                               | 无党派人士   |
| 刘桓   | 中央财经大学税务学院副院长、教授。长期从事财税金融研究。 | 无党派人士   |
| 时殷弘 | 曾任中国社科院美国研究所研究员。长期从事当代国际政治和战略研究。 | 无党派人士   |
| 徐一帆 | 曾任国家统计局副局长。民盟中央常委。高级统计师。第十二届全国政协常委。长期从事统计研究和管理工作。                                                                                   | 民盟盟员     |
| 邓小虹 | 邓拓之女。曾任北京市卫生局副局长。教授、主任医师。第十二届全国政协委员。曾从事妇产科临床工作30年，熟悉医疗卫生和医政管理工作。                                                       | 无党派人士   |
| 何星亮 | 第十、十一、十二届全国政协委员，十二届全国政协民族和宗教委员会委员。享受政府特殊津贴。长期从事中国少数民族文化和宗教研究工作。                                                       | 民革党员     |
| 杜学芳 | 曾任中央国家机关工委副书记、纪工委书记，长春市委书记。 | 中共党员     |
| 邓小南 | 著名宋史学家邓广铭先生之女。北京大学历史学系中国古代史研究中心教授、国学院副院长。长期从事中国古代史教学与研究工作。                                                                 | 中共党员     |
| 林毅夫 | 曾任北京大学中国经济研究中心主任、世界银行首席经济学家兼高级副行长。十二届全国政协常委、经济委员会副主任。著名经济学家。                                                             | 无党派人士   |
| 杜鹰   | 十二届全国政协委员、经济委员会委员。“三农”问题专家。 | 中共党员     |
| 谢伯阳 | 曾任全国工商联副主席、民生人寿保险股份有限公司董事长。十二届全国政协委员。长期从事民营经济研究。                                                                                     | 民建成员     |
| 李玉光 | 十二届全国政协常委，民建中央委员。熟悉政府管理、知识产权国际合作与保护。 | 民建成员     |
| 张玉平 | 长期从事市政建设、城市管理工作，曾主抓奥运工程建设。 | 中共党员     |
| 蔺永钧 | 曾任文化部艺术司副司长、巡视员。长期从事文化艺术管理、群众文化研究。 | 中共党员     |
| 钱颖一 | 现任央行货币政策委员会委员，清华大学经济管理学院院长、教授。十二届全国政协委员。孙冶方经济科学奖获得者。著名经济学家。                                                               | 无党派人士   |
| 仇保兴 | 曾任住房和城乡建设部副部长、党组成员，国务院三峡工程建设委员会委员。十二届全国政协委员、人口资源环境委员会副主任。                                                                   | 中共党员     |
| 方 宁  | 曾任国务院参事室党组成员、副主任，安徽省政府秘书长、党组成员等職。 | 中共党员     |
| 王京生 | 曾任深圳市委常委、宣传部部长等職。 | 中共党员     |
| 甄贞   | 现任北京市人民检察院副检察长、正局级检察员。十二届全国政协委员。知名刑事诉讼法学专家。                                                                                               | 无党派人士   |
| 王辉耀 | 九三学社中央委员。现任欧美同学会副会长，中国国际经济合作学会兼职副会长，中国国际人才专业委员会会长，中国与全球化智库主任。经济战略、人才发展和政策策略咨询专家。                     | 九三学社     |
| 张红武 | 现任清华大学黄河研究中心主任，水利部黄河水利委员会副总工程师，“北京黄河之子公益基金会”主席。水利生态保护专家。                                                                       | 无党派人士   |
| 杨忠岐 | 十二届全国政协委员。农工党中央常委。曾获国际林联科学成就奖。环境保护专家。 | 农工党       |
| 樊希安 | 现任中国出版集团公司党组成员、中国出版传媒股份有限公司副总经理。曾任生活•读书•新知三联书店总经理、党委书记。曾获第十一届韬奋出版奖。                                                 | 中共党员     |
| 李武   | 现任北京市农林科学院蔬菜研究中心研究员，北京市蔬菜协会理事长。十二届全国政协委员。长期从事农业科技、食品安全研究。                                                                   | 无党派人士   |
| 何秀荣 | 中国农业大学经济管理学院教授、图书馆馆长。享受国务院政府特殊津贴。长期从事农业经济理论与政策、农产品国际贸易研究。                                                                   | 无党派人士   |
| 石 勇  | 民建中央委员。中国科学院虚拟经济与数据科学研究中心主任、大数据挖掘与知识管理重点实验室主任，发展中国家科学院院士。在大数据挖掘、虚拟经济、知识交叉管理领域有较深入研究和独创性贡献。 | 民建成员     |
| 何茂春 | 民盟中央委员、民盟中央经济委员会主任。清华大学经济外交研究中心主任。长期从事经济外交、“一带一路”和国际化战略研究。                                                                   | 民盟盟员     |
| 柯锦华 | 中国社会科学杂志社哲学社会科学部主任。第十至十二届全国政协委员。享受国务院政府特殊津贴。长期从事西方哲学和历史唯物主义研究以及学术期刊编辑工作。                                     | 无党派人士   |
| 徐沭裕 | 曾任中信银行小企业金融部总经理，中信银行副行长。现任中信保诚资产管理有限责任公司总经理，党委书记。中共十九大、二十大代表。长期从事小微企业金融政策研究。                             | 中共党员     |
| 忽培元 | 国务院研究室信息研究司巡视员。曾挂任中共延安市委副书记兼市政协主席，大庆市委副书记。长期从事政策研究和调查研究工作。                                                                 | 中共党员     |